# Sugpiaq
I Sugpiaq sono un popolo nativo americano stanziato sulle coste meridionali dell'Alaska. 

## Nome
Il nome Sugpiaq è quello usato tradizionalmente da questo popolo per identificarsi, tuttavia è conosciuto anche con il nome di Alutiiq, denominazione utilizzata dai primi colonizzatori russi delle loro regioni d'origine, o come eschimesi del Pacifico. A causa della somiglianza tra i nomi usati dai colonizzatori per indicare i nativi dell'Alaska spesso vengono confusi con gli Aleuti, popolo differente originario delle isole Aleutine.

## Storia e costumi
Lo stanziamento dei Sugpiaq nelle zone meridionali dell'Alaska risale a circa 7500 anni fa, tradizionalmente vivono in comunità insediate lungo la costa dedite alla pesca e alla caccia dei mammiferi marini.

## Lingua
La lingua Sugpiaq/Alutiiq si divide in due dialetti: il Koniag, parlato nella parte settentrionale della penisola di Alaska e nell'Isola Kodiak, e il Chugach, in uso nella penisola di Kenai fino allo Stretto di Prince William.